# Micracanthia quadrimaculata
Micracanthia quadrimaculata är en insektsart som först beskrevs av Champion 1900.  Micracanthia quadrimaculata ingår i släktet Micracanthia och familjen strandskinnbaggar. Inga underarter finns listade i Catalogue of Life.